# هاروست رکوردز
هاروست رکوردز (به انگلیسی: Harvest Records) یک ناشر آثار موسیقی پراگرسیو راک بود که مابین سال‌های ۱۹۶۹ تا ۱۹۸۴ فعالیت می‌کرد.